# Сенат штату Міссурі
Сенат штату Міссурі (англ. Missouri Senate) — верхня палата Генеральної Асамблеї Міссурі. Він складається з 34 членів, що представляють райони із середньою чисельністю 174 000 осіб. Його члени обираються на чотирирічний термін, причому половина місць має переобиратися кожні два роки. Сенат обирає президента, який повинен виконувати відповідні обов'язки у відсутності губернатора або у випадку вакантної посади через смерть, відставку, імпічмент чи інша недієздатність губернатора. Поправка 12 була проведена 3 листопада 1992 року в Міссурі як ініційована поправка до конституції штату. Законом було внесено зміни до Конституції, щоб заборонити особі відбувати більше восьми років або в палаті представників штату, або в сенаті штату, або загалом по шістнадцять років в обох палатах.

## Склад
Склад сенату після виборів 2018 року:
| Приналежність                 | Партії (Затінення вказує на брак більшості) | Партії (Затінення вказує на брак більшості) | Всього |           |
| ----------------------------- | ------------------------------------------- | ------------------------------------------- | ------ | --------- |
| Приналежність                 |                                             |                                             | Всього |           |
| Приналежність                 | Республіканці                               | Демократи                                   | Всього | Вакантний |
| Кінець попереднього скликання | 24                                          | 10                                          | 34     | 0         |
|                               |                                             |                                             |        |           |
| Поточний                      | 24                                          | 10                                          | 34     | 0         |
| Частка голосів                | 71%                                         | 29%                                         |        |           |

### Склад сенату
| Посада                    | Ім'я             | Партія          | Резиденція          | Район |
| Президент                 | Дейв Шатц        | Республіканська | Салліван            | 26    |
| Лідер більшості           | Калеб Роуден     | Республіканська | Коламбія            | 19    |
| Помічник лідера більшості | Вейн Воллінгфорд | Республіканська | Кейп-Джирардо       | 27    |
| Лідер меншості            | Джина Волш       | Демократична    | Бельфаунтен-Нейборс | 13    |

### Члени сенату штату Міссурі
| Район | Сенатор           | Партія          | Представництво   |
| 1     | Скот Сіфтон       | Демократична    | Сент-Луїс        |
| 2     | Боб Ондер         | Республіканська | Лейк-Сент-Луїс   |
| 3     | Вакантна посада   |                 | Фармінгтон       |
| 4     | Карла Мей         | Демократична    | Сент-Луїс        |
| 5     | Джаміла Нашід     | Демократична    | Сент-Луїс        |
| 6     | Майк Бернскоеттер | Республіканська | Джефферсон-Сіті  |
| 7     | Вакантна посада   |                 | Канзас-Сіті      |
| 8     | Майк Церпіот      | Республіканська | Канзас-Сіті      |
| 9     | Вакантна посада   |                 | Канзас-Сіті      |
| 10    | Дженні Ріддл      | Республіканська | Мокан            |
| 11    | Джон Ріццо        | Демократична    | Канзас-Сіті      |
| 12    | Ден Гегеман       | Республіканська | Cosby            |
| 13    | Джина Волш        | Демократична    | Спеніш-Лейк      |
| 14    | Брайан Вільямс    | Демократична    | St. Louis County |
| 15    | Ендрю Кеніг       | Республіканська | Манчестер        |
| 16    | Джастін Браун     | Республіканська | Ролла            |
| 17    | Лорен Артур       | Демократична    | Kansas City      |
| 18    | Сінді О'Лафлін    | Республіканська | Вільямстаун      |
| 19    | Калеб Роуден      | Республіканська | Коламбія         |
| 20    | Ерік Берлісон     | Республіканська | Баттлфілд        |
| 21    | Денні Хоскінс     | Республіканська | Ворренсбург      |
| 22    | Пол Віланд        | Республіканська | Імперіал         |
| 23    | Біл Ейгель        | Республіканська | Велдон-Спрінг    |
| 24    | Джилл Шупп        | Демократична    | Сент-Луїс        |
| 25    | Дуг Лібла         | Республіканська | Поплар-Блафф     |
| 26    | Дейв Шатц         | Республіканська | Салліван         |
| 27    | Вейн Воллінгфорд  | Республіканська | Кейп-Джирардо    |
| 28    | Сенді Крофорд     | Республіканська | Баффало          |
| 29    | Девід Сатер       | Республіканська | Кассвілл         |
| 30    | Лінкольн Гауг     | Республіканська | Спрингфілд       |
| 31    | Ед Емері          | Республіканська | Ламар            |
| 32    | Рон Річард        | Республіканська | Джоплін          |
| 33    | Майк Каннінгем    | Республіканська | Маршфілд         |
| 34    | Тоні Люткемейер   | Республіканська | Парксвілл        |

## Комітети

### Постійні комісії
| Комітет                                                               | Стілець | Стілець           | Заступник голови | Заступник голови |
| --------------------------------------------------------------------- | ------- | ----------------- | ---------------- | ---------------- |
| Адміністрація                                                         |         | Дейв Шатц         |                  | Калеб Роуден     |
| Сільське господарство, виробництво їжі та зовнішні ресурси            |         | Майк Бернскоеттер |                  | Денні Хоскінс    |
| Асигнування                                                           |         | Ден Гегеман       |                  | Лінкольн Гауг    |
| Торгівля, захист прав споживачів, енергетика та навколишнє середовище |         | Вейн Воллінгфорд  |                  | Дженні Ріддл     |
| Економічний розвиток                                                  |         | Майк Церпіот      |                  | Майк Каннінгем   |
| Освіта                                                                |         | Сінді О'Лафлін    |                  | Вейн Воллінгфорд |
| Фіскальний нагляд                                                     |         | Майк Каннінгем    |                  | Девід Сатер      |
| Загальні закони                                                       |         | Біл Ейгель        |                  | Дуг Лібла        |
| Урядова реформа                                                       |         | Ед Емері          |                  | Ерік Берлісон    |
| Губернаторські призначення                                            |         | Дейв Шатц         |                  | Калеб Роуден     |
| Здоров'я та пенсії                                                    |         | Боб Ондер         |                  | Ендрю Кеніг      |
| Страхування та банківська справа                                      |         | Пол Віланд        |                  | Майк Каннінгем   |
| Судова і цивільна та кримінальна юриспруденція                        |         | Тоні Люткемейер   |                  | Боб Ондер        |
| Місцеве самоврядування та вибори                                      |         | Сенді Крофорд     |                  | Девід Сатер      |
| Професійна реєстрація                                                 |         | Дженні Ріддл      |                  | Ерік Берлісон    |
| Прогрес та розвиток                                                   |         | Джина Волш        |                  | Ерік Берлісон    |
| Правила, спільні правила, резолюції та етика                          |         | Калеб Роуден      |                  | Дейв Шатц        |
| люди старшого віку, сім'ї та діти                                     |         | Девід Сатер       |                  | Сінді О'Лафлін   |
| Малий бізнес та промисловість                                         |         | Денні Хоскінс     |                  | Пол Віланд       |
| Транспорт, інфраструктура та громадська безпека                       |         | Дуг Лібла         |                  | Лінкольн Гауг    |
| Ветерани та військова справа                                          |         | Біл Вайт          |                  | Джастін Браун    |
| Шляхи та засоби                                                       |         | Ендрю Кеніг       |                  | Біл Ейгель       |